# PHP License
PHP License — лицензия на свободное программное обеспечение, под которой выпущен язык программирования PHP. Лицензия одобрена OSI, но является GPL-несовместимой из-за ограничений на использование названия PHP.

## Условия лицензирования
PHP License является open source лицензией, призванной стимулировать широкое распространение исходного кода. Лицензия допускает распространение материалов в исходной или бинарной форме с изменениями или без таковых при соблюдении следующих условий:
1. включение текста лицензии PHP,
2. слово PHP не может быть включено в название продукта без письменного подтверждения от PHP Group,
3. следующее уведомление должно быть включено в любую форму распространяемых материалов:

This product includes PHP software, freely available from <http://www.php.net/software/>
Если для программного кода на PHP используется лицензия PHP License, то руководство PHP распространяется по лицензии Creative Commons Attribution 3.0 License. Кроме того, некоторые файлы могут распространяться под другими лицензиями. Для распространения таких файлов необходимо соблюдать условия этих лицензий.